# Julio César Dely Valdés
Julio César Dely Valdés (Colón, 12 de marzo de 1967) es un exfutbolista y entrenador panameño nacionalizado español, hermano de los también futbolistas Jorge y Armando Dely Valdés. Fue nombrado mejor futbolista panameño del siglo XX. Su mejor cualidad era el remate de cabeza y jugaba como delantero. Es destacado como uno de los mejores futbolistas de la historia de la Concacaf.

## Trayectoria
Debutó futbolísticamente en el Atlético Colón de Panamá. Probó en Argentinos Juniors, pero no permaneció en el equipo y pasó al Deportivo Paraguayo, que militaba en Primera D. Tras una temporada, dio un gran salto al integrarse a Nacional de Uruguay.
Su magnífica actuación en Nacional hizo que muchos clubes europeos se fijasen en él, formando parte de equipos como el Cagliari de Italia, el París Saint-Germain de Francia, el Real Oviedo y el Málaga CF de España. Después de jugar en España volvió a Nacional. Finalmente concluyó su carrera jugando en el Árabe Unido de Colón.
Ganó el Campeonato Uruguayo de Primera División 1992 con Nacional. En Europa ganó la Recopa de Europa con el PSG y la Copa Intertoto con el Málaga CF. Es el máximo goleador de la historia del Málaga CF en la Primera División de España, donde formó una mítica pareja de atacantes junto al uruguayo Darío Silva, delantera conocida como la Doble D.
En toda su carrera anotó más de 200 goles, de los cuales 88 fueron anotados en Nacional de Montevideo, convirtiéndose en uno de los jugadores más importantes del club en la década de 1990 junto a Hugo De León y Rubén Sosa, entre otros.
Es uno de los mayores goleadores históricos de la selección de Panamá. Participó en las fases de clasificación para la Copa Mundial desde 1990 hasta 2006. Actuó con el equipo de Panamá en la Copa de Oro de 2005, donde logró el subcampeonato, el mayor logro del fútbol panameño en su historia. Anunció su retiro al finalizar el hexagonal final rumbo al Mundial de Alemania en 2006, donde Panamá quedó en la última posición, siendo entrenador José "Cheché" Hernández.
Posteriormente, fue el segundo entrenador del Málaga CF durante dos años. Dejó el cargo el 16 de junio de 2010, debido a la llegada del nuevo dueño del Málaga CF, el jeque catarí Abdullah ben Nasser Al Thani y tras la estructuración del club.
El 14 de septiembre de 2010, después de varias reuniones de la Federación Panameña de Fútbol, el llamado G-9 escogió por votación mayoritaria a Julio César Dely Valdés como técnico de la selección de Panamá por un contrato de diez meses para dirigir la selección para la Copa de Campeones de la UNCAF y la Copa de Oro de la Concacaf. Este contrato tiene extensión dependiendo de los resultados de la selección, pudiendo ampliarse para la eliminatorias para la Copa Mundial de Fútbol de 2014 que inician en el año 2011. Al ver los buenos resultados en la Copa Centroamericana 2011 y la actuación que desempeñó durante la Copa de Oro de la Concacaf 2011, su contrato fue extendido, llevando posteriormente a Panamá al cuadrangular de la segunda ronda de las eliminatorias para la Copa Mundial de Fútbol 2014 de la Concacaf junto a Nicaragua y Dominica (Bahamas declinó su participación debido a dificultades económicas en su Federación). Posterior a esto, clasifica a la selección de Panamá invicta a la siguiente ronda, en la que se enfrentó en un cuadrangular junto a Honduras, Canadá y Cuba. Clasificó a la selección panameña al hexagonal final de la Concacaf en segundo lugar por debajo de Honduras y dejando eliminadas a las selecciones cubana y canadiense. En el hexagonal final fracasó al terminar en quinto lugar, por debajo de Estados Unidos, Costa Rica, Honduras y México y por encima de Jamaica, quedando, por ende, eliminada la Selección de Panamá de sus aspiraciones de llegar a la Copa Mundial de Fútbol de 2014, celebrada en Brasil.
Tras la no clasificación al Mundial de 2014 de la selección panameña y el vencimiento de contrato como Director Técnico de la Selección Nacional de Panamá, Dely Valdés deja de nuevo su país natal y en su reemplazo es contratado Hernán Darío Gómez como el nuevo Técnico de la Selección con el objetivo de la Clasificación a la Copa mundial de Fútbol de 2018, que se celebra en Rusia.
Actualmente se encuentra cursando estudios para seguir formándose como entrenador en España.

### Goles internacionales
| Núm. | Fecha                   | Lugar                                                    | Rival       | Gol  | Resultado | Competición       |
| ---- | ----------------------- | -------------------------------------------------------- | ----------- | ---- | --------- | ----------------- |
| 1    | 5 de mayo de 1991       | Estadio Rommel Fernández, Panamá, Panamá                 | Honduras    | 2-0  | 2-0       | Copa Uncaf 1991   |
| 2    | 2 de junio de 1996      | MCC Grounds, Belice, Belice                              | Belice      | 0-1  | 1-2       | Eliminatoria 1998 |
| 3    | 9 de junio de 1996      | Estadio Rommel Fernández, Panamá, Panamá                 | Belice      | 1-0  | 4-1       | Eliminatoria 1998 |
| 4    | 9 de junio de 1996      | Estadio Rommel Fernández, Panamá, Panamá                 | Belice      | 2-0  | 4-1       | Eliminatoria 1998 |
| 5    | 9 de junio de 1996      | Estadio Rommel Fernández, Panamá, Panamá                 | Belice      | 3 -1 | 4-1       | Eliminatoria 1998 |
| 6    | 19 de marzo de 2000     | Estadio Cacique Diriangén, Diriamba, Nicaragua           | Nicaragua   | 0-2  | 0-2       | Eliminatoria 2002 |
| 7    | 2 de abril de 2000      | Estadio Rommel Fernández, Panamá, Panamá                 | Honduras    | 1-0  | 1-0       | Eliminatoria 2002 |
| 8    | 21 de mayo de 2000      | Estadio Rommel Fernández, Panamá, Panamá                 | Nicaragua   | 1-0  | 4-0       | Eliminatoria 2002 |
| 9    | 23 de mayo de 2001      | Estadio Olímpico Metropolitano, San Pedro Sula, Honduras | Honduras    | 1-2  | 1-2       | Copa Uncaf 2001   |
| 10   | 27 de mayo de 2001      | Estadio Olímpico Metropolitano, San Pedro Sula, Honduras | Nicaragua   | 5-0  | 6-0       | Copa Uncaf 2001   |
| 11   | 30 de mayo de 2001      | Estadio Olímpico Metropolitano, San Pedro Sula, Honduras | Costa Rica  | 1-1  | 2-1       | Copa Uncaf 2001   |
| 12   | 24 de abril de 2004     | Estadio Rommel Fernández, Panamá, Panamá                 | Bermudas    | 2-1  | 4-1       | Amistoso          |
| 13   | 2 de mayo de 2004       | Estadio Doroteo Guamuch Flores, Guatemala, Guatemala     | Guatemala   | 0-1  | 1-2       | Amistoso          |
| 14   | 2 de mayo de 2004       | Estadio Doroteo Guamuch Flores, Guatemala, Guatemala     | Guatemala   | 0-2  | 1-2       | Amistoso          |
| 15   | 13 de junio de 2004     | Estadio Rommel Fernández, Panamá, Panamá                 | Santa Lucía | 1-0  | 4-0       | Eliminatoria 2006 |
| 16   | 20 de junio de 2004     | Estadio Nacional George Odlum, Vieux Fort, Santa Lucía   | Santa Lucía | 0-2  | 0-3       | Eliminatoria 2006 |
| 17   | 24 de julio de 2004     | Estadio Rommel Fernández, Panamá, Panamá                 | Guatemala   | 1-1  | 1-1       | Amistoso          |
| 18   | 18 de agosto de 2004    | Estadio Cuscatlán, San Salvador, El Salvador             | El Salvador | 1-1  | 2-1       | Eliminatoria 2006 |
| 19   | 4 de septiembre de 2004 | Independence Park, Kingston, Jamaica                     | Jamaica     | 1-2  | 1-2       | Eliminatoria 2006 |

## Clubes

### Como futbolista
| Club                | País      | Año       | Partidos | Goles |
| ------------------- | --------- | --------- | -------- | ----- |
| Deportivo Paraguayo | Argentina | 1987-1988 | 33       | 28    |
| Nacional            | Uruguay   | 1989-1993 | 191      | 88    |
| Cagliari            | Italia    | 1993-1995 | 73       | 24    |
| París Saint-Germain | Francia   | 1995-1997 | 78       | 29    |
| Real Oviedo         | España    | 1997-2000 | 103      | 40    |
| Málaga              | España    | 2000-2003 | 116      | 49    |
| Nacional            | Uruguay   | 2003      | 15       | 8     |
| Árabe Unido         | Panamá    | 2004-2006 | 5        | 2     |

### Como segundo entrenador
| Club      | País   | Año       | Asistente de  |
| --------- | ------ | --------- | ------------- |
| Málaga CF | España | 2008-2009 | Antonio Tapia |
| Málaga CF | España | 2009-2010 | Juan Muñiz    |

### Como entrenador
| Club                          | País        | Año       |
| ----------------------------- | ----------- | --------- |
| Selección absoluta            | Panamá      | 2006      |
| Selección sub-20              | Panamá      | 2006-2007 |
| Selección absoluta            | Panamá      | 2010-2013 |
| CD Árabe Unido                | Panamá      | 2013-2014 |
| CD Águila                     | El Salvador | 2015      |
| Málaga CF Juvenil A           | España      | 2017      |
| Atlético Malagueño            | España      | 2018      |
| Selección absoluta (interino) | Panamá      | 2019      |
| Selección sub-23 (interino)   | Panamá      | 2019      |
| Selección sub-20              | Panamá      | 2019-2020 |
| Tauro FC                      | Panamá      | 2020-2021 |
| CD Árabe Unido                | Panamá      | 2021-2023 |
| Santos de Guápiles            | Costa Rica  | 2024-2025 |

## Estadísticas

### En clubes
| Deportivo Paraguayo Argentina | 5.ª                 | 1988-89             | 36  | 28  | —  | — | —  | —  | —  | —  | 36  | 28  | 0,78 |
| Club Nacional · Uruguay | 1.ª                 | 1989                | 10  | 3   | —  | — | 2  | 1  | 15 | 2  | 27  | 6   | 0,22 |
| Club Nacional · Uruguay | 1.ª                 | 1990                | 23  | 9   | —  | — | 6  | 2  | 19 | 6  | 48  | 17  | 0,35 |
| Club Nacional · Uruguay | 1.ª                 | 1991                | 24  | 18  | —  | — | 14 | 5  | 6  | 1  | 44  | 24  | 0,55 |
| Club Nacional · Uruguay | 1.ª                 | 1992                | 21  | 17  | —  | — | 9  | 4  | 5  | 2  | 35  | 23  | 0,66 |
| Club Nacional · Uruguay | 1.ª                 | 1993                | 12  | 5   | —  | — | 8  | 5  | —  | —  | 20  | 10  | 0,50 |
| Club Nacional · Uruguay | Total 1.ª etapa     | Total 1.ª etapa     | 90  | 52  | 0  | 0 | 39 | 17 | 45 | 11 | 174 | 80  | 0,46 |
| Cagliari Calcio · Italia | 1.ª                 | 1993-94             | 32  | 13  | 1  | 1 | 9  | 3  | —  | —  | 42  | 17  | 0,40 |
| Cagliari Calcio · Italia | 1.ª                 | 1994-95             | 32  | 8   | 4  | 1 | —  | —  | —  | —  | 32  | 8   | 0,25 |
| Cagliari Calcio · Italia | Total club          | Total club          | 64  | 21  | 5  | 2 | 9  | 3  | 0  | 0  | 73  | 24  | 0,33 |
| Paris Saint-Germain Francia | 1.ª                 | 1995-96             | 33  | 15  | 3  | 0 | 6  | 1  | —  | —  | 40  | 16  | 0,40 |
| Paris Saint-Germain Francia | 1.ª                 | 1996-97             | 31  | 8   | 3  | 2 | 8  | 3  | —  | —  | 39  | 11  | 0,28 |
| Paris Saint-Germain Francia | Total club          | Total club          | 64  | 23  | 6  | 2 | 12 | 4  | 0  | 0  | 81  | 29  | 0,35 |
| Real Oviedo · España | 1.ª                 | 1997-98             | 32  | 9   | 1  | 0 | —  | —  | 2  | 1  | 35  | 10  | 0,29 |
| Real Oviedo · España | 1.ª                 | 1998-99             | 37  | 19  | 1  | 0 | —  | —  | —  | —  | 38  | 19  | 0,50 |
| Real Oviedo · España | 1.ª                 | 1999-00             | 34  | 11  | —  | — | —  | —  | —  | —  | 34  | 11  | 0,32 |
| Real Oviedo · España | Total club          | Total club          | 103 | 39  | 2  | 0 | 0  | 0  | 2  | 1  | 107 | 40  | 0,37 |
| Málaga CF · España | 1.ª                 | 2000-01             | 34  | 17  | —  | — | —  | —  | —  | —  | 34  | 17  | 0,50 |
| Málaga CF · España | 1.ª                 | 2001-02             | 37  | 11  | 1  | 0 | —  | —  | —  | —  | 38  | 11  | 0,28 |
| Málaga CF · España | 1.ª                 | 2002-03             | 33  | 10  | 2  | 1 | 16 | 10 | —  | —  | 51  | 21  | 0,40 |
| Málaga CF · España | Total club          | Total club          | 104 | 38  | 3  | 1 | 16 | 10 | 0  | 0  | 117 | 49  | 0,37 |
| Club Nacional · Uruguay | 1.ª                 | 2003                | 13  | 6   | —  | — | 4  | 2  | —  | —  | 17  | 8   | 0,47 |
| Club Nacional · Uruguay | Total club          | Total club          | 103 | 58  | 0  | 0 | 43 | 19 | 45 | 11 | 191 | 88  | 0,46 |
| Total en su carrera | Total en su carrera | Total en su carrera | 474 | 207 | 16 | 5 | 80 | 36 | 47 | 12 | 617 | 260 | 0,42 |
| (1) Incluye datos de Liguilla Pre-Libertadores de América (1989). (2) Incluye datos de Torneo Competencia (1989); Copa Italia (1990-01) y Supercopa de Italia (1998). (3) Incluye datos de Recopa Sudamericana (1989); Copa Interamericana (1989); Copa Libertadores (1989-02); Copa de la UEFA (1993-00) y Liga de Campeones de la UEFA (1997-99). (4) Media de goles por encuentro. No incluye goles en partidos amistosos. |                     |                     |     |     |    |   |    |    |    |    |     |     |      |

## Palmarés

### Campeonatos Nacionales
| Título                    | Club                | País    | Año  |
| ------------------------- | ------------------- | ------- | ---- |
| Torneo Competencia        | Nacional            | Uruguay | 1989 |
| Liguilla Pre-Libertadores | Nacional            | Uruguay | 1990 |
| Liguilla Pre-Libertadores | Nacional            | Uruguay | 1992 |
| Campeonato Uruguayo       | Nacional            | Uruguay | 1992 |
| Liguilla Pre-Libertadores | Nacional            | Uruguay | 1993 |
| Trophée des Champions     | París Saint-Germain | Francia | 1995 |
| Anaprof Apertura          | Árabe Unido         | Panamá  | 2004 |
| Anaprof Clausura          | Árabe Unido         | Panamá  | 2004 |

### Campeonatos Internacionales
| Título              | Club                | País    | Año  |
| ------------------- | ------------------- | ------- | ---- |
| Copa Interamericana | Nacional            | Uruguay | 1989 |
| Recopa de Europa    | París Saint-Germain | Francia | 1996 |
| Copa Intertoto      | Málaga              | España  | 2002 |

### Temporadas Destacadas
| Título                     | Resultado  | Equipo              | Año  |
| -------------------------- | ---------- | ------------------- | ---- |
| Campeonato Uruguayo        | Subcampeón | Nacional            | 1989 |
| Campeonato Uruguayo        | Subcampeón | Nacional            | 1990 |
| Supercopa Sudamericana     | Subcampeón | Nacional            | 1990 |
| Campeonato Uruguayo        | Subcampeón | Nacional            | 1991 |
| Ligue 1                    | Subcampeón | París Saint-Germain | 1996 |
| Supercopa de Europa        | Subcampeón | París Saint-Germain | 1997 |
| Ligue 1                    | Subcampeón | París Saint-Germain | 1997 |
| Recopa de Europa           | Subcampeón | París Saint-Germain | 1997 |
| Campeonato Uruguayo        | Subcampeón | Nacional            | 2003 |
| Copa Oro                   | Subcampeón | Selección de Panamá | 2005 |
| Primera División de Panamá | Subcampeón | Árabe Unido         | 2005 |

### Distinciones individuales
| Distinción                                                   | Año  |
| ------------------------------------------------------------ | ---- |
| Máximo goleador de la Liguilla Pre-Libertadores              | 1990 |
| Máximo goleador del Campeonato Uruguayo (16 goles)           | 1991 |
| Equipo Ideal de América                                      | 1991 |
| Máximo goleador del Campeonato Uruguayo (13 goles)           | 1992 |
| Mejor jugador de Panamá del siglo, según la IFFHS            | 1999 |
| Octavo mejor jugador de la Concacaf, según la IFFHS          | 1999 |
| XI ideal de la Concacaf del siglo XX, según la IFFHS         | 2021 |
| XI ideal de la Concacaf de todos los tiempos, según la IFFHS | 2021 |
| XI Ideal de Panamá de todos los tiempos, según la IFFHS      | 2022 |